# 佐賀市立北山東部小学校
佐賀市立北山東部小学校（さがしりつ ほくざんとうぶしょうがっこう）は、佐賀県佐賀市富士町大字古場にある市立小学校。

## 概要
歴史
1875年（明治8年）開校の小学校2校（古場・合瀬）が統合した1901年（明治34年）を創立年としている。数回の改組・改称を経て、現校名になったのは2005年（平成17年）。2026年（令和8年）に創立125周年を迎える。
校章
1956年（昭和31年）制定。中央に校名の略称「北東」の文字（縦書き）を配している。
校歌
1956年（昭和31年）制定。作詞は中島哀浪、作曲は陶山聡による。歌詞は3番まであり、各番の歌詞中に校名の「東部小学校」が登場する。
通学区域
佐賀市大和町のうち、「大字古場、大字上合瀬、大字下合瀬、大字関屋（1～1270番地）、大字藤瀬」。中学校区は佐賀市立北山中学校。
特色
1994年（平成6年）より山村留学制度（やまばと山村留学／長期・短期）を開始しており、佐賀県唯一の山村留学校となっている。

## 沿革
- 1875年（明治8年）- 「古場小学校」と「合瀬小学校」が創立。
- 1887年（明治20年）- 小学校令施行により、尋常科（4年制）を設置の上、「尋常古場小学校」と「尋常合瀬小学校」に改称。
- 1889年（明治22年）4月1日 - 町村制施行により、小城郡11村（藤瀬、大野、中原、麻那古、上無津呂、下無津呂、古場、下合瀬、上合瀬、大串、栗並）が合併し、「北山村」が発足。
- 1892年（明治25年）4月 - 「古場尋常小学校」・「合瀬尋常小学校」に改称。
- 1901年（明治34年）4月1日 - 両校（古場・合瀬）が統合の上、「古場尋常小学校」となる。
- 1903年（明治36年）11月 - 現在地に校舎が完成し、移転を完了。
- 1908年（明治41年）
  - 2月 - 「北山第二尋常小学校」に改称。
  - 4月 - 改正小学校令により、尋常科（義務教育）が4年制から6年制に変更となる。尋常科5年を新設。
- 1909年（明治42年）4月 - 尋常科6年を新設。
- 1918年（大正7年）10月 - 第二運動場が完成。
- 1919年（大正8年）9月 - 農業補習学校が併置される。
- 1926年（大正15年）- 併置の農業補習学校が青年訓練所充当となる。
- 1927年（昭和2年）4月 - 高等科を併置の上、「北山第二尋常高等小学校」に改称。
- 実施年不詳 - 併置の農業補習学校が「青年訓練所充当 北山第二公民学校」に改称。
- 1932年（昭和7年）- 講堂が完成。
- 1935年（昭和10年）6月 - 青年学校令施行により、併置の公民学校が「北山第二農業青年学校」に改称。
- 1936年（昭和11年）4月 - 「北山東部尋常高等小学校」・「北山東部農業青年学校」に改称。
- 1941年（昭和16年）4月1日 - 国民学校令施行により、「北山東部国民学校」と改称。尋常科を初等科に改める。
- 1947年（昭和22年）4月1日 - 学制改革が行われる。
  - 国民学校の初等科は、新制小学校「北山村立北山東部小学校」（6年制）が発足。
  - 国民学校の高等科は青年学校普通科とともに、新制中学校「北山村立北山中学校」に統合される。統合校舎完成までの間、東部小学校に中学校分教場が設置される。
- 1956年（昭和31年）
  - 3月 - 校章・校旗を制定。
  - 4月 - 南校舎の改築が完了。
  - 9月30日 - 3村（小城郡2村（北山・南山）・佐賀郡1村（小関））合併により、佐賀郡富士村が発足。「富士村立北山東部小学校」に改称。
- 1960年（昭和35年）
  - 3月 - 運動場を拡張。
  - 12月 - 創立60周年を記念して、茶園を造成。
- 1962年（昭和37年）10月 - 給食調理室を改築。
- 1964年（昭和39年）6月 - 運動場を拡張。
- 1966年（昭和41年）10月1日 - 町制施行により、「富士町立北山東部小学校」に改称。
- 1967年（昭和42年）4月 - 学校給食富士町北部給食センターの完成により、給食調理室（自校調理方式）を廃止。
- 1978年（昭和53年）3月 - 校門前の小運動場を造成。
- 1982年（昭和57年）12月 - へき地集会室が完成。
- 1985年（昭和60年）4月 - 愛鳥モデル指定校に指定される。
- 1990年（平成2年）3月 - 新校舎が完成。
- 1993年（平成5年）11月 - 総合遊具が完成。
- 1994年（平成6年）
  - 4月 - 山村留学制度を開始。
  - 11月 - パソコン室が完成。
- 1998年（平成10年）8月 - 第1回山村短期留学を実施。
- 2000年（平成12年）11月 - 創立100周年記念式典を挙行。
- 2005年（平成17年）10月1日 - 合併により、「佐賀市立北山東部小学校」（現校名）に改称。

## 交通
最寄りの幹線道路
- 佐賀県道299号三瀬栗並線

## 周辺
- 北山ダム
- セミナーハウスほくさん（学校法人 中村学園（福岡県）の研修施設）
- 佐賀県北山少年自然の家

## 参考資料
- 「富士町史下巻 (PDF) 」（2000年（平成12年3月31日, 富士町）p.281～p.283 - 佐賀市ウェブサイト

## 関連事項
- 佐賀県小学校一覧